# 아무르레밍
아무르레밍(Lemmus amurensis)은 비단털쥐과에 속하는 설치류의 일종이다. 시베리아 아무르강 근처에서 발견된다. IUCN 적색 목록에서 관심대상종으로 분류하고 있다.

## 서식지
위도 47도의 관목 지대와 내륙 습지, 초원 지대에서 서식한다.